# Herbert Zeitler (Mathematiker)
Herbert Zeitler (* 26. Juli 1923 in Weiden; † 24. August 2012) war ein deutscher Gymnasiallehrer und ordentlicher Professor für Mathematikdidaktik an der Universität Bayreuth.

## Leben
Zeitler besuchte die Oberrealschule Weiden von 1934 bis 1942. Im Anschluss an Kriegsdienst und Kriegsgefangenschaft studierte er von 1945 bis 1949 Mathematik und Physik an der Ludwig-Maximilian-Universität München. Von 1950 bis 1968 unterrichtete er an der Oberrealschule Weiden und wechselte dann als Schulleiter zum Stiftland-Gymnasium Tirschenreuth in der Oberpfalz. Im Jahr 1977 wurde er an der Gesamthochschule Kassel zum Dr. rer. nat. promoviert und 1978 wurde er auf den Lehrstuhl für Didaktik der Mathematik an die neugegründete Universität Bayreuth berufen, den der in Tirschenreuth Lebende bis zu seiner Emeritierung 1991 bekleidete. In Fachwissenschaft und Didaktik publizierte er hauptsächlich auf dem Gebiet der Geometrie.

## Ehrungen
- Ehrendoktor der Universität Pécs[5]

## Publikationen (Auswahl)
- Hyperbolische Geometrie: das spezielle Poincaré-Modell, gewonnen durch "Umetikettieren". München, Bayer. Schulbuch-Verl. 1970
- Axiomatische Geometrie: euklidische Geometrie und nichteuklidische Geometrie und endliche Inzidenzgeometrie ; eine Skizze ihrer Entwicklung. München, Bayer. Schulbuch-Verl. 1972
- Inzidenzgeometrie. München, Bayer. Schulbuch-Verlag. 1973
- Über K,L Ebenen. Kassel. Univ. 1977 (Dissertation)
- Fraktale und Chaos: eine Einführung. Darmstadt, Wiss. Buchges. 1993
- Fraktale Geometrie: eine Einführung ; für Studienanfänger, Studierende des Lehramtes, Lehrer und Schüler. Braunschweig [u. a.], Vieweg 2000
- Kreisgeometrie – gestern und heute. Darmstadt, Wiss. Buchges. 2007